# Androsace runcinata
Androsace runcinata är en viveväxtart som beskrevs av Hand.-mazz. Androsace runcinata ingår i släktet grusvivor, och familjen viveväxter. Inga underarter finns listade i Catalogue of Life.